# Amalrik IV van Craon
Amalrik IV van Craon (16 augustus 1326 - 30 mei 1373) was een Franse edelman en soldaat in de Honderdjarige Oorlog.

## Levensloop
Amalrik IV was de zoon van heer Maurits VII van Craon uit diens huwelijk met Margaretha, dochter van heer Dreux VI van Mello. Na de dood van zijn vader rond 1330 werd hij heer van Craon, Chantocé, Ingrandes, Briollé, Châteauneuf-sur-Sarthe, Précigné, Sablé, Saint-Maure, Nouâtre, Pressigny, Marcillac, Châteauneuf-sur-Charente en Jarnac. Ook volgde hij zijn vader op als seneschalk van Anjou en Maine.
Rond 1345 huwde hij met Petronella (1330-1397), burggravin van Thouars en gravin van Dreux, met wie hij geen nageslacht had. Wel is bekend dat hij twee buitenechtelijke kinderen had: Pierre en Jeannette, die huwde met Thibaut de La Devillière.
In 1347 werd Amalrik benoemd tot koninklijk luitenant door koning Filips IV van Frankrijk, waarna hij met een kleine troepenmacht naar Bretagne gestuurd, waar hij in drie dagen tijd La Roche-Derrien veroverde op de Engelsen. In augustus 1356 werd hij nabij Romorantin verslagen door de troepen van Eduard de Zwarte Prins en op 19 september dat jaar werd hij in de Slag bij Poitiers gevangengenomen. Na het betalen van losgeld werd hij opnieuw vrijgelaten. Koning Jan II van Frankrijk benoemde hem tevens tot kapitein van Anjou, Maine, Touraine en Neder-Normandië. Later kwam Amalrik onder de invloed van Poitevijnse edelen die koning Eduard III van Engeland steunden en kwam hij aan de leiding van een Engels-Poitevijnse coalitie die het moest opnemen tegen Bertrand du Guesclin, die Poitou in opdracht van koning Karel V moest heroveren.
Du Guesclin had verschillende Engelse garnizoenen verslagen toen hij in juni 1372 met een leger van 30.000 soldaten aankwam in Thouars. Amalrik en verschillende edelen verscholen zich in de fortificaties van de stad. Een eerste aanval van het Franse leger mislukte. Vervolgens slaagden de troepen van Guesclin erin om een bres in de stadsmuren te slaan, maar ze werden teruggedrongen door de inwoners van Thouars. Uiteindelijk moest de stad zich alsnog overgeven en legden Amalrik en zijn bondgenoten een eed van trouw af tegenover Karel V.
Amalrik IV van Craon stierf in mei 1373 en werd bijgezet in de Cordelierskerk van Angers. Aangezien hij geen kinderen had, werden zijn domeinen geërfd door zijn zus Isabella van Craon.